# 高野宏一
高野 宏一（たかの こういち、1935年8月28日 - 2008年11月30日）は、日本の撮影技師、特技監督、演出家。日本映画監督協会会員。

## 来歴
- 1935年（昭和10年）8月28日、東京府に生まれる。
- 1953年（昭和28年）、成城学園高等学校卒業。
- 1954年（昭和29年）東宝撮影所と契約し、入社[1]。
- 1955年（昭和30年）東宝怪獣映画『ゴジラの逆襲』で、円谷組の特撮班のキャメラマン助手を務める[1]。
- 1960年（昭和35年）頃、フリーの撮影助手となり、共同通信社の報道キャメラマンになり[1]、のちフジテレビに入社、テレビドラマの撮影に加わる。
- 1963年（昭和38年）、『円谷特技プロダクション』設立に伴い、円谷英二に直々に「プロダクションを作るから帰って来い」と声をかけられ、特撮を理解するため同プロに撮影技師として入社[1]。
- 1964年（昭和39年）、日活映画『太平洋ひとりぼっち』で特撮キャメラマンデビュー[1]。
- 1965年（昭和40年）、製作開始された『ウルトラQ』で特撮キャメラマンを務め、撮影に従事する[1]。
- 1966年（昭和41年）、『ウルトラマン』制作第4話で特技監督デビュー[1]。
- 1970年（昭和45年）、円谷プロを辞め、日本現代企画に参加。
- 1972年（昭和47年）、光学撮影技師の中野稔、飯塚定雄と共にデン･フィルム･エフェクトを設立[2]。
- 1973年（昭和48年）、『スーパーロボット レッドバロン』で、特撮だけではなく、本編も演出を兼任。
- 1978年（昭和53年）、デン･フィルム･エフェクトを離れ、フリー[2]。
- 1970年代末に円谷プロに復帰。数多くの映画、ドラマの特撮作品を手がけた。
- 1981年（昭和56年）、円谷プロの取締役に就任。1990年代以降は監修／スーパーバイザーとして同社の特撮作品に数多く関わった。
- 2003年（平成15年）、同社の経営不振と内紛により、他の6人の取締役とともに専務取締役を退任。円谷プロとは裁判沙汰となった[3]。
- 2008年（平成20年）11月30日、肺疾患のために逝去[4]。73歳没。

## 人物
円谷皐とは小学校の同級生だった縁で、『ゴジラの逆襲』制作途中から撮影助手として映画界入りする。これが初の仕事で、第1作の『ゴジラ』には関わっていない。この『ゴジラの逆襲』では、初めての経験からゴジラとアンギラスの格闘シーンの撮影速度を「高速度（スローモーション）」ではなく「微速度（コマ落とし）」に設定してしまい、撮影が終わってからこの失敗に気づいて責任の重さに思わず号泣したという。だが円谷英二は編集でこの動きを面白がり、「怪我の功名」として同作では怪獣のアクションに「コマ落とし」が採り入れられた。
円谷英二の直弟子として「撮影による演出」を叩き込まれたといい、円谷に倣い、特撮の絵コンテ、フィルム編集も自ら手がけた。テレビの特撮番組では、「朝9時から深夜0時頃まで撮影後、朝の6～7時まで編集作業、昼頃まで寝る」というペースで、月に6本手がけたこともある。
『ウルトラマン』第10話と第30話、『怪奇大作戦』第13話では俳優として出演している。
『スーパーロボット レッドバロン』では、特撮ではなく本編の監督を務めている。「特撮の人間が本編を撮ると、何故か特撮がおろそかになる。また、本編の人間が特撮を撮ると逆に本編がおろそかになる」と語っている。
脚本家の金城哲夫が円谷特技プロを去った際のいきさつに関しては、その数年後に起こる金城の事故死のこともあり、「金ちゃんには本当に申し訳ないことをしてしまった。もっとぼくなんかが体を張って止めるべきだった。」と涙ながらに語っている。
危険が伴う過酷な特撮現場で、特技監督としてスタッフを常に気づかう人柄だった。『ウルトラマン』で主役のウルトラマンを演じた古谷敏は高野を評してこう述べている。「撮影中でも終わった後も、いつも微笑を浮かべて周囲に気配りをしている人だった。特撮はチームワークだと口癖のように言っていて、いつも真剣に話をする映画に対して心熱い人だ」
妻は国立大蔵病院に勤務していた看護婦で、高野が草野球で負傷し同病院に入院した際に知り合った。

## 担当作品

### 映画
- ゴジラシリーズ
  - ゴジラの逆襲（1955年）撮影助手
  - キングコング対ゴジラ（1962年）ゴジラとコング、大ダコの人形アニメート
- 地球防衛軍（1957年）撮影助手（特撮）[7] ※ノンクレジット
- 太平洋ひとりぼっち（1963年）撮影
- 戰神（中国語版）（1976年台湾映画）特撮監督 ※日本未公開
- 仁川上陸作戦（1979年?）特殊技術 ※日本未公開
- ウルトラシリーズ
  - ウルトラマンZOFFY ウルトラの戦士VS大怪獣軍団（1984年）監督
  - ウルトラマン物語（1984年）監督
  - 甦れ!ウルトラマン（1996年）オリジナル特撮監督
  - ウルトラマンゼアス（1996年）監修
  - ウルトラマンティガ&ウルトラマンダイナ 光の星の戦士たち（1998年）監修
  - ウルトラマンティガ・ウルトラマンダイナ&ウルトラマンガイア 超時空の大決戦（1999年）監修
  - ウルトラマンティガ THE FINAL ODYSSEY（2000年）監修
  - ウルトラマンコスモス THE FIRST CONTACT（2001年）監修
  - ウルトラマンコスモス2 THE BLUE PLANET（2002年）監修
  - ウルトラマンコスモス2 THE BLUE PLANET ムサシ（13才）少年編（2002年）監修

### テレビ
- ウルトラシリーズ
  - ウルトラQ（1966年 / TBS） 特撮班撮影
  - ウルトラマン（1966-1967年 / TBS） 特殊技術
  - ウルトラセブン（1967-1968年 / TBS） 特殊技術
  - 帰ってきたウルトラマン 第1-12,15-17,20-23,26-27,30-31話（1971-1972年 / TBS） 特殊技術
  - ウルトラマンA 第17-18,23-24,34-35,38-39,42-43,51-52話（1972-1973年 / TBS） 特殊技術
  - ウルトラマンタロウ 第29-30話（1973-1974年 / TBS） 特殊技術
  - ウルトラマンレオ 第1-2,9-10,22-23,30-31話（1974-1975年 / TBS） 特撮監督
  - ウルトラマン80（1980-1981年）特撮監督
  - ウルトラマンティガ 第1-2,7,15-16,49話（1996-1997年） 監修／特技監督
  - ウルトラマンダイナ（1997-1998年）監修
  - ウルトラマンガイア（1998-1999年）監修
  - ウルトラマンコスモス（2001-2002年）監修
- 怪奇大作戦（1968-1969年 / TBS） 特殊技術
- ミラーマン 第1-15,18,44-45,48-49話（1971-1972年 / フジテレビ） 特殊技術
- アイアンキング 第9,19-20話（1972-1973年 / TBS） 特技監督
- ジャンボーグA 第3-4,7-8,11-13,17,19,23-24,31-32,35-36話（1973年 / 毎日放送） 特殊技術
- スーパーロボット レッドバロン 第3-4,12,14,33-34話（1973-1974年 / 日本テレビ） 監督
- スーパーロボット マッハバロン 第3-4話（1974-1975年 / 日本テレビ） 監督
- 日本沈没 第8-9,11-13,16-18,21-26話（1974-1975年 / TBS） 特殊技術
- それ行け!カッチン（1975-1976年 / TBS）　特撮監督
- 恐竜探険隊ボーンフリー（1976-1977年 / NET）　監督
- ふしぎ犬トントン（1978-1979年 / フジテレビ） 特殊技術
- 西遊記（1978年 / 日本テレビ） 特撮監督
- メガロマン 第16-17,26-27話（1979年 / フジテレビ） 特技監督
- アンドロメロス（1983年）特撮スーパーバイザー
- ウルトラ怪獣大百科（1988年）構成
- 電光超人グリッドマン（1993年）特撮監修
- サイバー美少女テロメア（1998年）ビジュアルスーパーバイザー

### ビデオ
- ウルトラ怪獣大百科（ビデオ版 1983年）構成
- ウルトラマンG（1990年）SFXコンサルタント
- ウルトラマンG ULTRAMAN TOWARDS THE FUTURE（1990年）SFXコンサルタント
- ウルトラマンVS仮面ライダー（1993年）特撮監修
- ウルトラマンティガ外伝 古代に蘇る巨人（2001年）監修
- ウルトラマンダイナ 帰ってきたハネジロー（2001年）監修
- ウルトラマンガイア ガイアよ再び（2001年）監修

### CM
- スーパーファミコン ウルトラマン（1991年）演出[8]
- スーパーファミコン ウルトラセブン（1993年）演出[8]

## テレビ出演
- ウルトラマン
  - 第10話「謎の恐竜基地」（1966年） - 北山湖の釣り人
  - 第30話「まぼろしの雪山」（1967年） - スキーロッジの客
- 怪奇大作戦 第13話「氷の死刑台」（1968年） - 警視庁検視官助手、川辺武（2役）
- ジュニア・文化シリーズ 〜ゴジラ誕生 ~人間の記録・円谷英二〜（1980年）
- ミッドナイトドリーム「SFXファンタスティック映画祭～最終夜～なんたってウルトラマン」（1988年7月9日、読売テレビ）※野長瀬三摩地、満田かずほ、上原正三、佐々木守、桜井浩子と共演（竹内義和が進行役）
- ウルトラマンティガ 第32話「セルダポイントの攻防」（1997年） - 退出する教授

## DVD出演
- ウルトラセブン VOL.1・VOL.6特典映像「ウルトラアベンディックス」（1999年）※VOL.6は再現シーンに登場
- ウルトラQ VOL.7特典映像「店頭プロモーション映像」（2001年）